# Villeparisis
Villeparisis è un comune francese di 24 321 abitanti situato nel dipartimento di Senna e Marna nella regione dell'Île-de-France.

## Società

### Evoluzione demografica
Abitanti censiti

## Amministrazione

### Gemellaggi
- Maldon (Essex)
- Pietrasanta
- Wathlingen